# Paratryssaturus zodelus
Paratryssaturus zodelus är en kvalsterart som beskrevs av Cook 1983. Paratryssaturus zodelus ingår i släktet Paratryssaturus och familjen Aturidae. Inga underarter finns listade i Catalogue of Life.